# 위도해수욕장
위도해수욕장(蝟島海水浴場)은 전북특별자치도 부안군 위도면 벌금리에 있는 해수욕장이다. 1969년에 개장하였으며 1992년 국민 관광지로 지정되어 개발이 이루어졌다. 주로 모래사장으로 이루어져 있으며, 물이 맑고 수심이 깊지 않아 물놀이에 적합하다.